# Enteniment
L'enteniment és la facultat de comprendre d'una manera global que hom relaciona més aviat amb la intuïció que amb la raó. Durant la història de la filosofia, però, se l'ha considerat de diferents maneres: a l'edat mitjana, era la facultat de la funció intel·lectual; amb l'adveniment de l'empirisme era sinònim de percepció, contraposat a la "veritable" coneixença procedent de les dades materials; Kant considerava que si la raó estructura els continguts intel·lectuals, l'enteniment estructura els de l'experiència; per a Hegel es tracta d'un simple moment interior del desenvolupament dialèctic de la raó.

## Aristòtil
Segons Aristòtil l'enteniment és la facultat racional discursiva pròpia de l'home que realitza raonaments. Es poden distingir dos tipus d'enteniment:
- Enteniment passiu: en aquest enteniment es reben les imatges percebudes per les facultats inferiors de l'ànima sensitiva (els sentits). Percep les coses, els objectes materials, físics. Fa com de potència, i passarà a l'acte a causa de l'enteniment agent o actiu.

- Enteniment actiu: també anomenat agent perquè és el que fa que tregui, que abstregui, les essències de les coses. Després de veure moltes flors, extreu el concepte de flor, aquest concepte estava com en potència en les imatges de la percepció sensible. I aleshores, l'enteniment agent actua, es mou, i passa de la potència a l'acte. En l'enteniment agent s'elaboren els conceptes amb què operem en el pensament intel·lectual.

Segons alguns autors, com Sant Tomàs d'Aquino, l'enteniment passiu es corromp juntament amb el cos, i l'altre, l'actiu, és incorruptible i immortal; en el seu Tractat de l'ànima, Aristòtil exposa aquests dos enteniments de forma molt obscura: no se sap si l'enteniment agent actua com si fos separat i subsistent del cos, o si és una potència personal de l'ànima, com ara el cas de l'enteniment passiu; hi ha opinions per a una i altra sentència.